# Anders Björner
Anders Björner (Stoccolma, 17 dicembre 1947) è un matematico svedese.

## Biografia
Il suo interesse principale e sulla ricerca combinatoria, così come le relative aree di algebra, geometria, topologia e informatica.
È direttore dell'Institut Mittag-Leffler e redattore di Acta Mathematica.
Anders Björner fu premiato dal premio Pólya nel 1983 e membro della Royal Swedish Academy of Sciences dal 1999.

## Opere
- Oriented Matroids (con Michel Las Vergnas, Bernd Sturmfels, N. White e Günter M. Ziegler), Cambridge University Press, 1993. Second Edition 1999, 560 pages. ISBN 0-521-77750-X
- Combinatorics of Coxeter Groups (con F. Brenti), Graduate Texts in Mathematics, Vol. 231, Springer-Verlag, New York, 2005, 367 pagine. ISBN 3-540-44238-3
- Chapter "Topological Methods" in Handbook of Combinatorics, (eds. Ronald L. Graham, M. Grötschel and László Lovász), North-Holland, Amsterdam, 1995, pp. 1819–1872.